# 이누야마정
이누야마정(犬山町)은 아이치현 니와군에 설치되었던 정이다. 현재의 이누야마시 중심부에 해당한다.